# Pseudoseptis grandipennis
Pseudoseptis grandipennis là một loài bướm đêm trong họ Noctuidae.